# Seiko Matsuda COUNT DOWN LIVE PARTY 2010-2011
『Seiko Matsuda COUNT DOWN LIVE PARTY 2010-2011』（セイコ・マツダ・カウント・ダウン・ライヴ・パーティー・2010-2011）は、松田聖子のライブ・ビデオ。2011年4月13日にDVD発売。2012年6月6日にはBlu-ray Discとしても発売された。発売元はユニバーサルシグマ。

## 解説
2010年12月31日から2011年1月1日にかけて東京体育館にて行われたカウントダウン・ライヴの模様を収録したDVDおよびBlu-ray Disc。神田沙也加がゲスト出演。DVDは初回限定盤と通常盤の2形態発売。

## 収録曲
1. 風は秋色
2. チェリーブラッサム
3. 天使のウィンク
4. 星空のドライブ
5. マンハッタンでブレックファスト
6. Canary
7. ウィンター・ガーデン
8. 秘密の花園
9. 渚のバルコニー
10. いくつの夜明けを数えたら
11. SWEET MEMORIES
12. 抱いて…
13. あなたに逢いたくて〜Missing You〜
14. ever since /神田沙也加
15. Remember rain /神田沙也加
16. P・R・E・S・E・N・T
17. 赤いスイートピー
18. 裸足の季節
19. 青い珊瑚礁
20. 制服
21. 時間の国のアリス
22. Rock'n Rouge
23. 夏の扉
24. SQUALL
25. 20th Party
26. 30th Party

## 参照
1. ↑  “名曲連発！松田聖子30周年最後のカウントダウンがDVD化”.   音楽ナタリー (2011年4月11日). 2019年9月10日閲覧。
2. ↑  “Ｓｅｉｋｏ　Ｍａｔｓｕｄａ　Ｃｏｕｎｔ　Ｄｏｗｎ　Ｌｉｖｅ　Ｐａｒｔｙ　２０１０～２０１１”.   Billboard JAPAN. 2019年9月10日閲覧。
3. ↑  “松田聖子/Seiko Matsuda Count Down Live Party 2010-2011 ［DVD+写真集］＜初回限定盤＞”. tower.jp. 2022年10月14日閲覧。
4. ↑  “松田聖子/Seiko Matsuda Count Down Live Party 2010-2011＜通常盤＞”. tower.jp. 2022年10月14日閲覧。